# Thomas West, III barone De La Warr

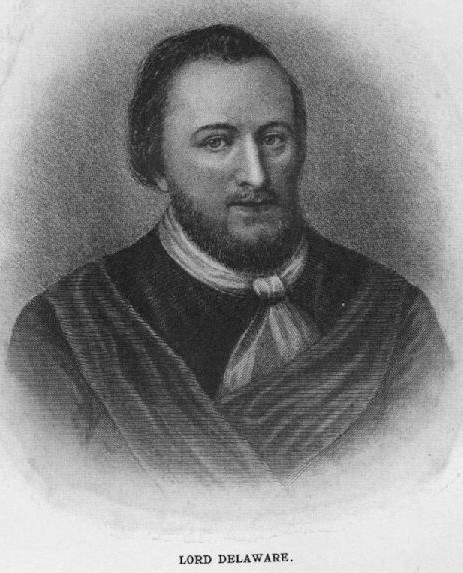
Lord De La Warr.

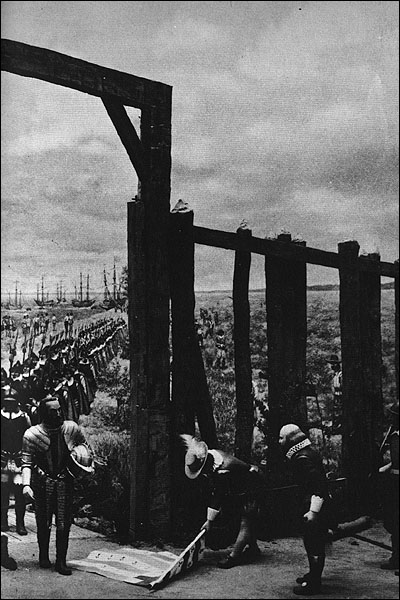
L'arrivo di Lord De La Warr a Jamestown in una rappresentazione filmica d'inizio Novecento

Thomas West, III barone De La Warr (9 luglio 1577 – 7 giugno 1618), è stato un nobile inglese, da cui presero il nome la Delaware Bay, il fiume Delaware, la tribù indiana Delaware, e lo Stato Delaware degli Stati Uniti d'America, tutti riportanti il suo nome.

## Biografia
Vi furono due Barone De La Warr, e West fu il secondo. Egli era figlio di Thomas West, II barone De La Warr, di Wherwell Abbey nella contea dell'Hampshire, e di sua moglie Anne figlia di Sir Francis Knollys e Catherine Carey. West venne educato alla Queen's College di Oxford. Servì nell'esercito inglese sotto Robert Devereux, II conte d'Essex, e nel 1601, gli venne addebitato di sostenere l'insurrezione fallita degli Essex contro Elisabetta I, ma venne assolto. Succedette a suo padre nel titolo nel 1602, e divenne un membro del Consiglio Privato di Sua Maestà.
Dopo l'uccisione del governatore Lord Ratcliffe, in un attacco alla colonia da parte degli indiani nell'ambito della seconda guerra anglo-powhatan, Lord De La Warr guidò il contingente di 150 uomini che sbarcò a Jamestown, nella Colonia della Virginia il 10 giugno 1610, giusto in tempo per persuadere i coloni a non tornare in Inghilterra. Quale veterano delle campagne inglesi contro gli irlandesi, De La Warr impiegò le "Irish tactics" contro gli indiani: le truppe razziarono i campi indiani, bruciarono le tende, bruciarono i raccolti e rubarono le provviste; queste tattiche, identiche a quelle utilizzate dai Powhatan, raggiunsero lo scopo. Egli fu nominato governatore a vita e comandante in capo della Virginia, ed egli attrezzò le loro tre navi ed arruolò gli equipaggi a sue spese. Lasciando il suo sostituto Sir Samuel Argall (circa 1580 – circa 1626) al suo posto, Lord De La Warr ritornò in Inghilterra e pubblicò un libro sulla Virginia, The Relation of the Right Honourable the Lord De-La-Warre, of the Colonie, Planted in Virginia, nel 1611. Egli rimase nominalmente governatore, e ricevette dalla Virginia le proteste dei coloni per la tirannia di Argall nella veste di governatore. Lord De La Warr ripartì allora per la Virginia nel 1618, per appurare la verità. Morì lungo la rotta e si disse, per molti anni, che era stato tumulato alle isole Azzorre o gettato in mare.
Nel 2006, alcune ricerche conclusero che la sua salma era stata portata a Jamestown per la sepoltura. Una tomba che sembrava contenere le spoglie del capitano Bartholomew Gosnold, potrebbe invece contenere quelle del barone De La Warr.

## Matrimonio
Sposò, il 25 novembre 1602, Cecily Shirley (?-1662), figlia di Sir Thomas Shirley e Anne Kempe. Ebbero quattro figli:
- Henry West, IV barone Delaware (3 ottobre 1603-1º giugno, 1628)
- Lady Cecilia West (?-1638), sposò Sir Francis Bindlosse, ebbero un figlio;
- Lady Lucy West, sposò Sir Robert Byron, ebbero una figlia;
- Lord Robert West, sposò Elizabeth Coch, non ebbero figli.

## Ascendenza
|                                    |                |                     | Genitori                             |  |  | Nonni |  |  | Bisnonni    |  |  | Trisnonni                           |  |
|                                    |                |                     |                                      |  |  |       |  |  | George West |  |  | Thomas West, VIII barone De La Warr |  |
|                                    |                |                     |                                      |  |  |       |  |  | George West |  |  | Thomas West, VIII barone De La Warr |  |
|                                    |                | Eleanor Copley      |                                      |  |  |       |  |  | George West |  |  |                                     |  |
| William West, I barone De La Warr  |                |                     |                                      |  |  |       |  |  | George West |  |  |                                     |  |
|                                    |                | Elizabeth Morton    | Robert Morton                        |  |  |       |  |  |             |  |  |                                     |  |
|                                    |                | Elizabeth Morton    | Robert Morton                        |  |  |       |  |  |             |  |  |                                     |  |
|                                    |                | Elizabeth Morton    | Jane Warham                          |  |  |       |  |  |             |  |  |                                     |  |
| Thomas West, II barone De La Warr  |                | Elizabeth Morton    |                                      |  |  |       |  |  |             |  |  |                                     |  |
|                                    |                | Thomas Strange      | John Strange                         |  |  |       |  |  |             |  |  |                                     |  |
|                                    |                | Thomas Strange      | John Strange                         |  |  |       |  |  |             |  |  |                                     |  |
|                                    |                | Thomas Strange      | Anne le Strange                      |  |  |       |  |  |             |  |  |                                     |  |
| Elizabeth Strange                  |                | Thomas Strange      |                                      |  |  |       |  |  |             |  |  |                                     |  |
|                                    |                | …                   | …                                    |  |  |       |  |  |             |  |  |                                     |  |
|                                    |                | …                   | …                                    |  |  |       |  |  |             |  |  |                                     |  |
|                                    |                | …                   | …                                    |  |  |       |  |  |             |  |  |                                     |  |
| Thomas West, III barone De La Warr |                | …                   |                                      |  |  |       |  |  |             |  |  |                                     |  |
|                                    | Robert Knollys | Robert Knollys      |                                      |  |  |       |  |  |             |  |  |                                     |  |
|                                    | Robert Knollys | Robert Knollys      |                                      |  |  |       |  |  |             |  |  |                                     |  |
|                                    | Robert Knollys | Elizabeth Troutbeck |                                      |  |  |       |  |  |             |  |  |                                     |  |
| Francis Knollys                    | Robert Knollys |                     |                                      |  |  |       |  |  |             |  |  |                                     |  |
|                                    |                | Lettice Penystone   | Thomas Penystone                     |  |  |       |  |  |             |  |  |                                     |  |
|                                    |                | Lettice Penystone   | Thomas Penystone                     |  |  |       |  |  |             |  |  |                                     |  |
|                                    |                | Lettice Penystone   | Alice Bulstrode                      |  |  |       |  |  |             |  |  |                                     |  |
| Anne Knollys                       |                | Lettice Penystone   |                                      |  |  |       |  |  |             |  |  |                                     |  |
|                                    |                | William Carey       | Thomas Carey                         |  |  |       |  |  |             |  |  |                                     |  |
|                                    |                | William Carey       | Thomas Carey                         |  |  |       |  |  |             |  |  |                                     |  |
|                                    |                | William Carey       | Margaret Spencer                     |  |  |       |  |  |             |  |  |                                     |  |
| Catherine Carey                    |                | William Carey       |                                      |  |  |       |  |  |             |  |  |                                     |  |
|                                    |                | Mary Boleyn         | Thomas Boleyn, I conte del Wiltshire |  |  |       |  |  |             |  |  |                                     |  |
|                                    |                | Mary Boleyn         | Thomas Boleyn, I conte del Wiltshire |  |  |       |  |  |             |  |  |                                     |  |
|                                    |                | Mary Boleyn         | Elizabeth Howard                     |  |  |       |  |  |             |  |  |                                     |  |
|                                    |                | Mary Boleyn         |                                      |  |  |       |  |  |             |  |  |                                     |  |